# María Adelaida Viñas
María Adelaida Viñas, también llamada Nenina o Nina (Buenos Aires, 4 de enero de 1954 - probablemente Campo de Mayo, 1977), fue una joven estudiante argentina desaparecida a los 22 años por el gobierno militar del Proceso de Reorganización Nacional durante la segunda mitad de la década de 1970.

## Biografía
María Adelaida nació el 4 de enero de 1954 en Buenos Aires. Era hija del conocido escritor argentino David Viñas y la escritora y artista plástica ítalo-argentina Adelaida Gigli. Al año siguiente nació su hermano, Lorenzo Ismael Viñas, quien también sería desaparecido en 1980 por el gobierno militar, mientras intentaba cruzar la frontera Argentina con el Brasil.

## Militancia política
Se inició en la actividad política desde joven, militando primero en las Fuerzas Armadas Revolucionarias (FAR). Mientras participó de esta organización guerrillera formó parte de los integrantes que coparon la ciudad de Garín (ubicada en la zona norte de la Provincia de Buenos Aires) el día 30 de julio de 1970, entre las 13 horas y las 14:30 aproximadamente. En esta acción participó un número no precisado de guerrilleros que se estima en alrededor de cuarenta, entre las cuales había un número apreciable de mujeres. Durante este hecho, se produjo la primera muerte por la organización FAR, lo que los forzó a justificar el uso de la violencia como método de lucha política, pero ahora de manera más concreta.
María Adelaida se casó con Carlos Goldemberg, quien era militante activo del peronismo revolucionario; con quien tuvo una hija, a quien llamaron Inés Goldemberg. Al mismo tiempo, ella comenzó a militar en Montoneros, bajo el seudónimo de Gorda Mini.

## Desaparición forzada
Luego del golpe de Estado del 24 de marzo de 1976, su marido se logró escapar de la policía en junio de 1976 cuando lo esperaban en una cita. Sin embargo, en la noche del 10 de agosto reunió con Sergio Berlín y Galimberti y al regresar a su casa en la localidad de La Lucila el automóvil taxímetro en el que viajaba fue interceptado por una patrulla policial y Goldemberg murió al enfrentarla con su arma.
Fue desaparecida en la zona del Jardín Zoológico de la ciudad de Buenos Aires el 29 de agosto de 1976, mientras estaba paseando con su hija de 8 meses de edad. El operativo para su desaparición fue realizado por personal del Ejército Argentino. Al verse perseguida, entregó su beba a una pareja que estaba en la zona, quienes luego la entregaron a un juzgado de menores, iniciándose una causa que logró que fuera entregada de vuelta a los abuelos Goldemberg.
Si bien se declaró su desaparición forzada, y fecha presuntiva de muerte, el día 29 de agosto de 1976, algunos testigos aseguran haberla visto con vida en el Centro Clandestino de Detención "El Campito" en Campo de Mayo durante el año 1977. Presuntamente su muerte se habría producido en dicho año.     